# Uno-X Mobility (vrouwenwielerploeg)/2025
Deze pagina geeft een overzicht van de vrouwenwielerploeg Uno-X Mobility in 2025.

## Algemeen
Teammanager: Thor Hushovd
Ploegleiders: Anna Badegruber, Jesper Bundgaard Vinkel, Jelle De Jong, Huub Duijn, Alexandra Greenfield, Martin Vestby, Emil Mielke Vinjebo
Fietsmerk: Ridley

## Renners

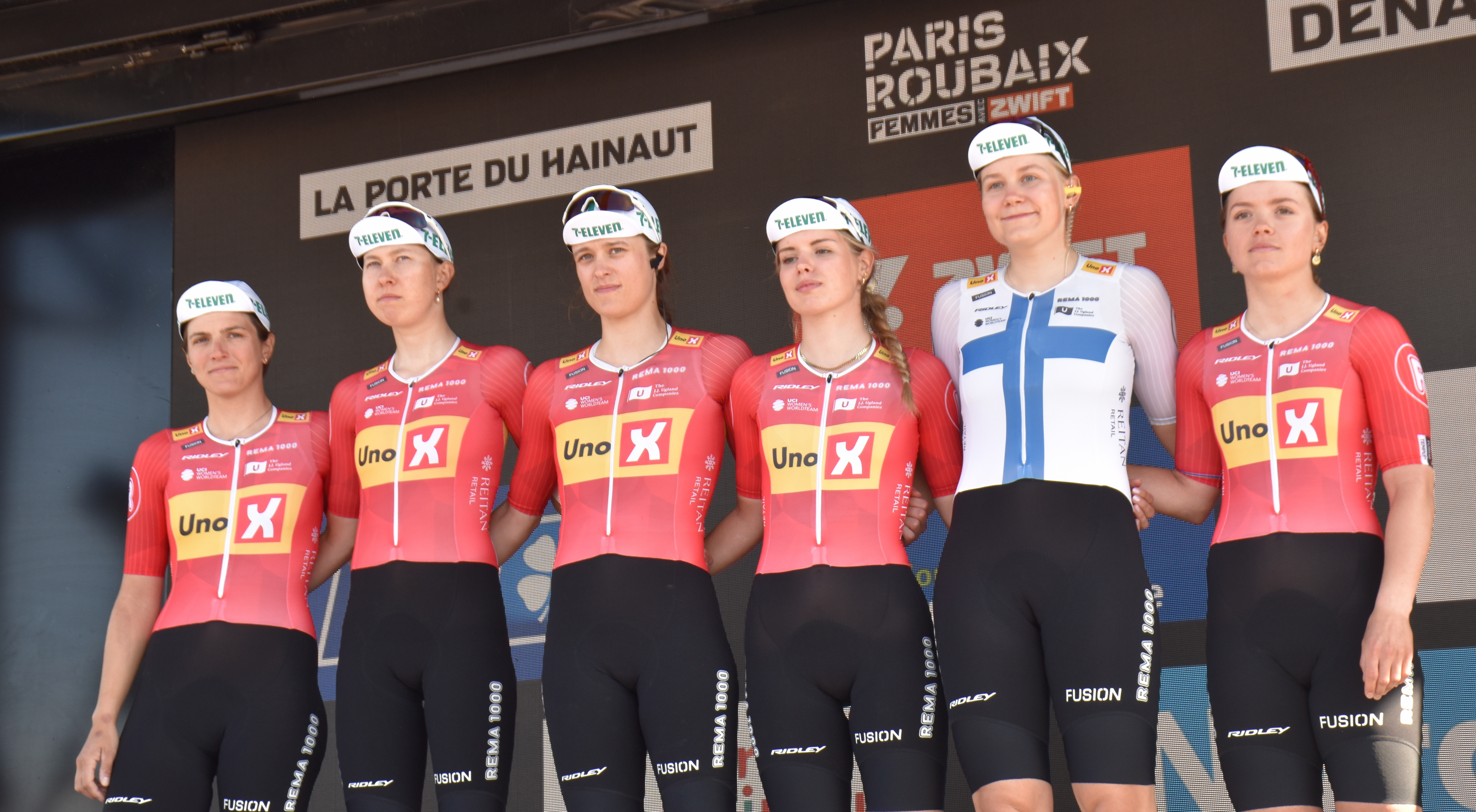
Het team in Parijs-Roubaix 2025.

| Naam                      | Geboortedatum | Nationaliteit       | Ploeg 2024           |
| ------------------------- | ------------- | ------------------- | -------------------- |
| Katrine Aalerud           | 04-12-1994    | Noorwegen           |                      |
| Kamilla Aasebø            | 11-07-2006    | Noorwegen           | Team Rytger-Carl Ras |
| Anniina Ahtosalo          | 27-08-2003    | Finland             |                      |
| Susanne Andersen          | 23-07-1998    | Noorwegen           |                      |
| Solbjørk Minke Anderson   | 15-08-2004    | Denemarken          |                      |
| Elinor Barker             | 07-09-1994    | Verenigd Koninkrijk |                      |
| Teuntje Beekhuis          | 18-08-1995    | Nederland           |                      |
| Marte Berg Edseth         | 06-10-1998    | Noorwegen           |                      |
| Simone Boilard            | 21-07-2000    | Canada              |                      |
| Maria Giulia Confalonieri | 30-05-1993    | Italië              |                      |
| Ingvild Gåskjenn          | 01-07-1998    | Noorwegen           | Liv AlUla Jayco      |
| Mia Gjertsen              | 11-04-2006    | Noorwegen           | Team Rytger-Carl Ras |
| Alberte Greve             | 16-09-2005    | Denemarken          | Lotto Dstny Ladies   |
| Rebecca Koerner           | 22-09-2000    | Denemarken          |                      |
| Anouska Koster            | 20-08-1993    | Nederland           |                      |
| Mie Bjørndal Ottestad     | 17-07-1997    | Noorwegen           |                      |
| Anne Dorthe Ysland        | 09-04-2002    | Noorwegen           |                      |
| Linda Zanetti             | 10-03-2002    | Zwitserland         | Human Powered Health |

### Vertrokken
| Naam              | Geboortedatum | Nationaliteit       | Ploeg 2025 |
| ----------------- | ------------- | ------------------- | ---------- |
| Amalie Dideriksen | 24-05-1996    | Denemarken          | Cofidis    |
| Julie Leth        | 13-07-1992    | Denemarken          | Gestopt    |
| Joscelin Lowden   | 03-10-1987    | Verenigd Koninkrijk | Gestopt    |
| Wilma Olausson    | 09-04-2001    | Zweden              | Gestopt    |

## Overwinningen
| Nationale kampioenschappen wielrennen Denemarken - tijdrit: Rebecca Koerner Denemarken - wegwedstrijd: Alberte Greve Finland - tijdrit: Anniina Ahtosalo Finland - wegwedstrijd: Anniina Ahtosalo Noorwegen - tijdrit: Katrine Aalerud Noorwegen - wegwedstrijd: Mie Bjørndal Ottestad Ronde van Valencia Linda Zanetti Ronde van Extremadura 2e etappe: Mie Bjørndal Ottestad Puntenklassement: Mie Bjørndal Ottestad Ronde van Moeskroen Susanne Andersen Ronde van Burgos 2e etappe: Mie Bjørndal Ottestad Ronde van Noorwegen 2e etappe Mie Bjørndal Ottestad Puntenklassement: Mie Bjørndal Ottestad Eindklassement: Mie Bjørndal Ottestad | Antwerp Port Epic Susanne Andersen Ronde van Polen 2e etappe: Linda Zanetti |  |

AG Insurance-Soudal · Canyon//SRAM zondacrypto  · Ceratizit-WNT Pro Cycling · FDJ-SUEZ · Fenix-Deceuninck · Human Powered Health · Lidl-Trek · Liv AlUla Jayco · Movistar · Roland · Team Picnic PostNL · SD Worx-Protime · Team Visma|Lease a Bike · UAE Team ADQ · Uno-X Mobility
Mannen: 2020 · 2021 · 2022 · 2023 · 2024 · 2025
Vrouwen: 2022 · 2023 · 2024 · 2025